# Trazodon
Trazodon ist ein Arzneistoff aus der Gruppe der Psychopharmaka. Wegen seiner sedierenden und antidepressiven Wirkungen wird Trazodon zur Behandlung von Depressionen mit oder ohne begleitende Angststörung eingesetzt. Trazodon hat derzeit (Stand: August 2021) eine deutsche Marktzulassung ausschließlich für depressive Erkrankungen, nicht für dabei auftretende Einzelsymptome. Es unterliegt ausgedehnten medizinischen Anwendungsbeschränkungen.

## Pharmakologie
Trazodon ist ein Serotonin-Wiederaufnahmehemmer sowie ein Antagonist der 5-HT2-Rezeptoren, deren Aktivierung allgemein mit Schlaflosigkeit, Angst, psychomotorischer Unruhe sowie mit Störungen der Sexualfunktion in Verbindung gebracht wird. Neben Nefazodon zählt es deswegen zu den dualserotonergen Antidepressiva (DSA). Die Serotonin-Wiederaufnahmehemmung ist verhältnismäßig schwach ausgeprägt und kommt erst in höheren Dosierungen zur Wirkung. Durch die Blockade der 5-HT2A-Rezeptoren wird die über die 5-HT1A-Rezeptoren vermittelte serotonerge Neurotransmission verstärkt.
Außerdem hemmt Trazodon stark die α1- und schwach die α2- und H1-Rezeptoren und hat eine abschwächende Wirkung auf den Tremor. Im Gegensatz zu anderen psychotropen Substanzen ist Trazodon bei Glaukom und Prostatabeschwerden nicht kontraindiziert. Es besitzt keine extrapyramidale Wirkung und bewirkt keine Verstärkung der adrenergen Übertragung. Auch weist Trazodon keine anticholinerge Aktivität auf und ist somit frei von etlichen typischen Nebenwirkungen trizyklischer Antidepressiva.

## Anwendung beim Menschen
Trazodon ist zugelassen zur Behandlung von depressiven Erkrankungen mit oder ohne Angstkomponente oder Schlafstörungen bei Erwachsenen, sowie zur Behandlung von Episoden einer Major Depression bei Erwachsenen.
Trazodon kommt im Allgemeinen zum Einsatz, wenn andere risikoärmere Antidepressiva bei einem Patienten wirkungslos bleiben oder nicht vertragen werden.
Trazodon wird auch im Off-Label-Use als Schlafmittel bei nicht depressiven Patienten eingesetzt. Vorteile von Trazodon sollen seine gute Wirkung bei Schlafstörungen bereits in niedriger Dosierung sein. Anders als bei vielen Antidepressiva komme es im Allgemeinen nicht zu einer Gewichtszunahme oder sexuellen Funktionsstörungen.

### Nebenwirkungen
Häufige Nebenwirkungen sind Schwindel, Kopfschmerzen, Mundtrockenheit, verstärkte Müdigkeit, orthostatische Dysregulation und Herzrhythmusstörungen. Seltene, aber ernstzunehmende Nebenwirkungen sind Priapismus, Krampfanfälle und Leberfunktionsstörungen sowie Veränderungen im Blutbild (Agranulozytose, Thrombozytopenie, Eosinophilie, Leukopenie, Panzytopenie) und Anämie.

### Anwendungsbeschränkungen
Trazodon darf bei Kindern und Jugendlichen unter 18 Jahren nicht angewendet werden. In dieser Patientengruppe wurden in klinischen Studien mit Antidepressiva häufiger Suizidverhalten und Feindseligkeit beobachtet als unter Placebo. Auch liegen keine Langzeitdaten zur Sicherheit bei Kindern und Jugendlichen im Hinblick auf Wachstum, Reifung und kognitive und verhaltensbezogene Entwicklung vor.
Zur Anwendungssicherheit von Trazodon während der Schwangerschaft liegen nur begrenzt Daten vor, und es muss die Möglichkeit berücksichtigt werden, dass Trazodon in die Muttermilch übertreten kann. Seine Verwendung während der Schwangerschaft und in der Stillzeit ist deshalb nach sorgfältigem Abwägen des Nutzen-Risiko-Verhältnisses durch den Arzt auf ausgewählte Fälle zu begrenzen. Wird Trazodon bis zur Entbindung eingenommen, sollten das Neugeborene auf das Auftreten von Entzugssymptomen überwacht werden.
Trazodon kann auch bereits kurz nach Therapiebeginn zu einer Verlängerung der QT-Zeit am Herzen führen. Dies ist ein Risikofaktor für bedrohliche ventrikuläre Herzrhythmusstörungen. Zu Beginn der Therapie sollten regelmäßige EKG-Kontrollen erfolgen. Wird im EKG eine Verlängerung der QT-Zeit festgestellt, muss Trazodon sofort abgesetzt werden. Trazodon sollte möglichst nicht mit Medikamenten kombiniert werden, die ebenfalls die QT-Zeit verlängern können oder eine Hypokaliämie verursachen.
Bei Kombination mit Medikamenten, die die serotonerge Transmission verstärken, muss die Gefahr eines zentralen Serotoninsyndroms beachtet werden. Solche Medikamente sind z. B. SSRI, Tramadol, Tryptophan, 5-HTP.

## Anwendung bei Tieren
Bei Hunden kann Trazodon gegen Geräuschangst eingesetzt werden. Als Nebenwirkungen wurden Sedierung und Erbrechen am Folgetag beobachtet.

## Handelspräparate
Humanarzneimittel: Trittico (A, CH); in Deutschland diverse Generika.